# Tokugawa Ietsuna
Tokugawa Ietsuna (徳川 家綱?   7 de septiembre de 1641-4 de junio de 1680) fue el cuarto shōgun Tokugawa y estuvo en el puesto entre 1651 y 1680. Ietsuna fue el hijo mayor de Tokugawa Iemitsu y por consiguiente bisnieto de Tokugawa Ieyasu.

## Primeros años (1641-1651)
Tokugawa Ietsuna nació en 1641, siendo el hijo mayor de Tokugawa Iemitsu y una de sus concubinas. Durante este tiempo, su padre el shōgun había decretado una serie de severas medidas en contra de los cristianos después de la Rebelión Shimabara de 1637. 

## Regencia del shogunato (1651-1663)
Tokugawa Iemitsu murió a comienzos de 1651 a la edad de 47 años, por lo que Ietsuna fue nombrado shōgun ese mismo año. Hasta que tuviera la edad suficiente, cinco regentes gobernaron en su lugar: Sakai Tadakatsu, Sakai Tadakiyo, Inaba Masanori y Matsudaira Nobutsuna fueron los principales.

## BakufuLucha por el poder (1663-1671)
En 1663 terminó la regencia oficialmente pero éstos aun mantenían el control del país de facto, muchas veces actuando en su nombre.

## Shōgun Ietsuna (1671-1680)
Durante su mandato tuvieron lugar hechos de relevancia menor en la historia de Japón. En 1679 Ietsuna enfermó por lo que se comenzó a discutir quien sería su sucesor. Sakai Tadakiyo sugirió que el hijo del Emperador Go-Sai se convirtiera en el próximo shōgun. Los integrantes del clan Tokugawa mostraron por su parte su apoyo hacia Tokugawa Tsunayoshi, hijo del shōgun Iemitsu y hermano menor de Ietsuna. 
Ietsuna falleció en 1680 y recibió el nombre póstumo de Genyūin.